# Waldfriedhof (Pirmasens)
Der Waldfriedhof ist ein Friedhof in Pirmasens, der den drei großen monotheistischen Religionen dient. Er steht unter Denkmalschutz.

## Lage
Der Friedhof befindet sich im Osten der Stadt abseits des Siedungsgebiets im Pfälzerwald innerhalb des Dankelsbachtals, das vom Lamsbach durchflossen wird. Unmittelbar südwestlich verlaufen parallel zueinander die Bundesstraße 10 und die wenig später in diese mündende Landesstraße 484.

## Beschaffenheit und Geschichte
Der Waldfriedhof wurde 1924 eröffnet. In seiner Südwestecke befindet sich die 1927 eröffnete jüdische Abteilung. Letztere enthält 56 Grabsteine des 20. Jahrhunderts und acht weitere aus dem 21. Jahrhundert. Der Friedhof ist als Landschaftsgarten konzipiert. Zwischenzeitlich kam ebenso ein muslimisches Grabfeld. Inmitten seiner Anlagen befindet sich außerdem die als Naturdenkmal ausgewiesene Felsengruppe Butterfelsen. Mittlerweile gibt es 14 Möglichkeiten, vor Ort bestattet zu werden; zuletzt kam 2022 die Form „Friedwald“ hinzu.